# Karl Mütsch
Karl Mütsch (* 9. Dezember 1905; † 17. November 1966) war ein österreichischer Fußballspieler- und trainer. In den 1920er Jahren spielte er bei diversen Wiener Erstligavereinen, blieb aber also solches unbedeutend. Als Trainer gewann er mit Dinamo Zagreb die erste Nachkriegsmeisterschaft des Vereins.

## Karriere
Karl Mütsch spielte unter anderem beim SK Admira Wien, dem Floridsdorfer AC und dem Wiener AC. Er trat meist als Mittelstürmer auf, kam aber auch auf anderen Positionen im Angriff zum Einsatz.
Seine Trainerkarriere begann im April 1931 beim FC Lustenau 07, wo er auch noch als Mittelstürmer auftrat. Die Lustenauer wurden Meister der A-Klasse was für die Amateurmeisterschaft 1931 qualifizierte. Nur wenige Wochen später war er schon beim 1. Salzburger SK 1919. 1932 war er beim SC Freiburg und wirkte dabei gleichzeitig als Sportlehrer beim französischen Verein Sports Réunis in Colmar. Auch trainierte er Vereine in Ratibor und Brünn. Ab seinem Engagement bei Slavija Varaždin 1935 war er in Jugoslawien tätig. 
Er gewann 1948 mit dem NK Dinamo Zagreb die erste Nachkriegsmeisterschaft des Vereins. Nachdem Dinamo 1947 noch von Miroslav „Mirko“ Kokotović betreut wurde, führte Mütsch die Mannschaft durch die neun Spiele der Rückrunde die nach der rund fünfmonatigen Winterpause Mitte März 1948 begann. Franjo Wölfl wurde Torschützenkönig der Liga und gehörte neben seinem Sturmkollegen Željko Čajkovski zur jugoslawischen Mannschaft die im August bei den Olympischen Spielen in London die Silbermedaille gewannen.
Anschließend nahm er ein Angebot des Grazer AK an, den er vom 10. Platz in der drittklassigen Landesliga rasch über die B-Liga 1950/51 bis in die A-Liga brachte. Nach einer einjährigen Unterbrechung, in der Karl Mütsch den KAA Gent betreute, kehrte er 1953/54 noch einmal zum GAK zurück.
Nachdem im Dezember 1953 noch vermeldet wurde, dass der GAK-Trainer Mütsch einem Angebot des 1. FC Nürnberg nicht ablehnend gegenüber stehen würde, folgten Anfang Januar 1954 Berichte, dass er Trainer beim Steirischen Fußballverband werden soll.